# Aleš Valenta
Aleš Valenta (n. 6 februarie 1973, Šumperk, regiunea Olomouc, Cehia) este un prezentator de știri ce a reprezentat Cehia, medaliat olimpic. A participat la 3 ediții ale Jocurilor Olimpice (1998, 2002, 2006) în care a câștigat o medalie de aur.